# Sam Henry
Samuel William Henry (Portland, 28 de dezembro de 1956 — 20 de fevereiro de 2022) foi um baterista americano, mais conhecido por seu trabalho com a banda de punk rock The Wipers. Também foi baterista do Napalm Beach e em 2009 formou a banda Don't. Ele foi introduzido no Oregon Music Hall of Fame em 2011.